# Oliver Kahn
Oliver Rolf Kahn (Karlsruhe, 15 juni 1969) is een Duits voormalig voetbaldoelman en voormalig CEO van Bayern München. Hij was de vaste keeper van het Duits voetbalelftal van 1998 tot en met 2006 en van Bayern München van 1994 tot 2008. Hij was zowel aanvoerder van de Duitse Mannschaft als Bayern München. Hij stond bekend om zijn agressieve speelstijl en spectaculaire saves.

## Clubcarrière
Kahn begon zijn carrière bij Karlsruher SC en maakte de overstap naar Bayern München in 1995 voor de som van vijf miljoen Duitse mark (2,5 miljoen euro). Met die club won hij in een lange tijdsspanne (van 1994 tot 2008) de wereldbeker voor clubs, de UEFA Champions League, de UEFA Cup, acht Duitse landstitels, zes Duitse bekers en zes Duitse ligabekers. Daarmee is Kahn een van de meest succesvolle Duitse voetballers van de laatste decennia.

## Interlandcarrière
Kahn maakte zijn debuut bij de Duitse nationale ploeg op 23 juni 1995 in een vriendschappelijke wedstrijd tegen Zwitserland. Hij behoorde tot de selectie van Die Mannschaft bij de wereldbekers van 1994, 1998, 2002 en 2006 en de EK's van 1996, 2000 en 2004. In '94, '96 en '98 kreeg hij geen speelminuten, in '00, '02 en '04 speelde hij alles en in '06 alleen de troostfinale. Op het WK van 2002, waar Kahn haast op zijn eentje Duitsland naar de finale loodste, werd hij uitgeroepen tot beste doelman van het toernooi. Hij kreeg slechts 1 tegendoelpunt te verwerken tot aan de finale, toen hij 2 maal geklopt werd door de Brazilianen die uiteindelijk wereldkampioen werden. Begin jaren '2000 werd Kahn verscheidene malen uitgeroepen tot beste doelman ter wereld. Na het WK 2002 daalde zijn niveau echter. In 2006 nam Kahn vrijwillig afscheid van de nationale ploeg. Onder bondscoach Jürgen Klinsmann was hij zijn titularisplaats aan zijn jarenlange doublure Jens Lehmann verloren, waarna Kahn in de uren na zijn laatste interland zijn afscheid aankondigde. Luttele dagen later raakte bekend dat Klinsmann niet zou aanblijven als DFB-coach en dat zijn assistent Joachim Löw hem zou opvolgen. Kahn, al dan niet overwegend dat Löw mee de keuze pro-Lehmann had bepaald, trok zijn afscheid daarop niet in. Zo kon Kahns eindbalans in het nationale elftal opgemaakt worden: hij was international van 1995 tot 2006 en had geen Europese of wereldtitels gewonnen. Kahn won als enige doelman tot op heden de gouden bal voor beste speler op een wereldkampioenschap voetbal.

## Loopbaan als bestuurder
Per 1 juli 2021 werd Kahn de CEO van Bayern München. Op 27 mei 2023 (de dag dat Bayern München kampioen werd na een wisselvallig seizoen) is hij ontslagen uit deze functie.
| Interlands van Oliver Kahn    | Interlands van Oliver Kahn    | Interlands van Oliver Kahn    | Interlands van Oliver Kahn        | Interlands van Oliver Kahn    | Interlands van Oliver Kahn    | Interlands van Oliver Kahn    |
| №                             | Datum                         | Plaats                        | Wedstrijd                         | Uitslag                       | Competitie                    | Goals                         |
| Als speler van Bayern München | Als speler van Bayern München | Als speler van Bayern München | Als speler van Bayern München     | Als speler van Bayern München | Als speler van Bayern München | Als speler van Bayern München |
| ----------------------------- | ----------------------------- | ----------------------------- | --------------------------------- | ----------------------------- | ----------------------------- | ----------------------------- |
| 1.                            | 23 juni 1995                  | Bern                          | Zwitserland – Duitsland           | 1 – 2                         | Oefeninterland                |                               |
| 2.                            | 6 september 1995              | Nuremburg                     | Duitsland – Georgië               | 4 – 1                         | EK-kwalificatie               |                               |
| 3.                            | 27 maart 1996                 | München                       | Duitsland – Denemarken            | 2 – 0                         | Oefeninterland                |                               |
| 4.                            | 29 mei 1996                   | Belfast                       | Noord-Ierland – Duitsland         | 1 – 1                         | Oefeninterland                |                               |
| 5.                            | 4 september 1996              | Zabrze                        | Polen – Duitsland                 | 0 – 2                         | Oefeninterland                |                               |
| 6.                            | 26 februari 1997              | Ramat Gan                     | Israël – Duitsland                | 0 – 1                         | Oefeninterland                |                               |
| 7.                            | 11 oktober 1997               | Hannover                      | Duitsland – Albanië               | 4 – 3                         | WK-kwalificatie               |                               |
| 8.                            | 15 november 1997              | Dusseldorf                    | Duitsland – Zuid-Afrika           | 3 – 0                         | Oefeninterland                |                               |
| 9.                            | 22 april 1998                 | Keulen                        | Duitsland – Nigeria               | 1 – 0                         | Oefeninterland                |                               |
| 10.                           | 27 mei 1998                   | Helsinki                      | Finland – Duitsland               | 0 – 0                         | Oefeninterland                |                               |
| 11.                           | 2 september 1998              | Attard                        | Malta – Duitsland                 | 1 – 2                         | Oefeninterland                |                               |
| 12.                           | 5 september 1998              | Attard                        | Duitsland – Roemenië              | 1 – 1                         | Oefeninterland                |                               |
| 13.                           | 10 oktober 1998               | Bursa                         | Turkije – Duitsland               | 1 – 0                         | EK-kwalificatie               |                               |
| 14.                           | 14 oktober 1998               | Chișinău                      | Moldavië – Duitsland              | 1 – 3                         | EK-kwalificatie               |                               |
| 15.                           | 18 november 1998              | Gelsenkirchen                 | Duitsland – Nederland             | 1 – 1                         | Oefeninterland                |                               |
| 16.                           | 6 februari 1999               | Jacksonville                  | Verenigde Staten – Duitsland      | 3 – 0                         | Oefeninterland                |                               |
| 17.                           | 9 februari 1999               | Miami                         | Colombia – Duitsland              | 3 – 3                         | Oefeninterland                |                               |
| 18.                           | 27 maart 1999                 | Belfast                       | Noord-Ierland – Duitsland         | 0 – 3                         | EK-kwalificatie               |                               |
| 19.                           | 31 maart 1999                 | Nuremburg                     | Duitsland – Finland               | 2 – 0                         | EK-kwalificatie               |                               |
| 20.                           | 4 juni 1999                   | Leverkusen                    | Duitsland – Moldavië              | 6 – 1                         | EK-kwalificatie               |                               |
| 21.                           | 9 oktober 1999                | München                       | Duitsland – Turkije               | 0 – 0                         | EK-kwalificatie               |                               |
| 22.                           | 23 februari 2000              | Amsterdam                     | Nederland – Duitsland             | 2 – 1                         | Oefeninterland                |                               |
| 23.                           | 29 maart 2000                 | Zagreb                        | Kroatië – Duitsland               | 1 – 1                         | Oefeninterland                |                               |
| 24.                           | 3 juni 2000                   | Nuremburg                     | Duitsland – Tsjechië              | 3 – 2                         | Oefeninterland                |                               |
| 25.                           | 12 juni 2000                  | Luik                          | Duitsland – Roemenië              | 1 – 1                         | EK-eindronde                  |                               |
| 26.                           | 17 juni 2000                  | Charleroi                     | Engeland – Duitsland              | 1 – 0                         | EK-eindronde                  |                               |
| 27.                           | 20 juni 2000                  | Rotterdam                     | Duitsland – Portugal              | 0 – 3                         | EK-eindronde                  |                               |
| 28.                           | 16 augustus 2000              | Hannover                      | Duitsland – Spanje                | 4 – 1                         | Oefeninterland                |                               |
| 29.                           | 2 september 2000              | Hamburg                       | Duitsland – Griekenland           | 2 – 0                         | WK-kwalificatie               |                               |
| 30.                           | 7 oktober 2000                | London                        | Engeland – Duitsland              | 0 – 1                         | WK-kwalificatie               |                               |
| 31.                           | 15 november 2000              | Kopenhagen                    | Denemarken – Duitsland            | 2 – 1                         | Oefeninterland                |                               |
| 32.                           | 27 februari 2001              | Saint-Denis                   | Frankrijk – Duitsland             | 1 – 0                         | Oefeninterland                |                               |
| 33.                           | 24 maart 2001                 | Leverkusen                    | Duitsland – Albanië               | 2 – 1                         | WK-kwalificatie               |                               |
| 34.                           | 28 maart 2001                 | Athene                        | Griekenland – Duitsland           | 2 – 4                         | WK-kwalificatie               |                               |
| 35.                           | 2 juni 2001                   | Helsinki                      | Finland – Duitsland               | 2 – 2                         | WK-kwalificatie               |                               |
| 36.                           | 6 juni 2001                   | Tirana                        | Albanië – Duitsland               | 0 – 2                         | WK-kwalificatie               |                               |
| 37.                           | 15 augustus 2001              | Boedapest                     | Hongarije – Duitsland             | 2 – 5                         | Oefeninterland                |                               |
| 38.                           | 1 september 2001              | München                       | Duitsland – Engeland              | 1 – 5                         | WK-kwalificatie               |                               |
| 39.                           | 6 oktober 2001                | Gelsenkirchen                 | Duitsland – Finland               | 0 – 0                         | WK-kwalificatie               |                               |
| 40.                           | 10 november 2001              | Kyiv                          | Oekraïne – Duitsland              | 1 – 1                         | WK-kwalificatie               |                               |
| 41.                           | 14 november 2001              | Dortmund                      | Duitsland – Oekraïne              | 4 – 1                         | WK-kwalificatie               |                               |
| 42.                           | 13 februari 2002              | Kaiserslautern                | Duitsland – Israël                | 7 – 1                         | Oefeninterland                |                               |
| 43.                           | 9 mei 2002                    | Freiburg                      | Duitsland – Koeweit               | 7 – 0                         | Oefeninterland                |                               |
| 44.                           | 14 mei 2002                   | Cardiff                       | Wales – Duitsland                 | 1 – 0                         | Oefeninterland                |                               |
| 45.                           | 18 mei 2002                   | Leverkusen                    | Duitsland – Oostenrijk            | 6 – 2                         | Oefeninterland                |                               |
| 46.                           | 1 juni 2002                   | Sapporo                       | Saoedi-Arabië – Duitsland         | 0 – 8                         | WK-eindronde                  |                               |
| 47.                           | 5 juni 2002                   | Kashima                       | Duitsland – Ierland               | 1 – 1                         | WK-eindronde                  |                               |
| 48.                           | 11 juni 2002                  | Fukuroi                       | Kameroen – Duitsland              | 0 – 2                         | WK-eindronde                  |                               |
| 49.                           | 15 juni 2002                  | Seogwipo                      | Paraguay – Duitsland              | 0 – 1                         | WK-eindronde                  |                               |
| 50.                           | 21 juni 2002                  | Ulsan                         | Verenigde Staten – Duitsland      | 0 – 1                         | WK-eindronde                  |                               |
| 51.                           | 25 juni 2002                  | Seoul                         | Zuid-Korea – Duitsland            | 0 – 1                         | WK-eindronde                  |                               |
| 52.                           | 30 juni 2002                  | Yokohama                      | Brazilië – Duitsland              | 2 – 0                         | WK-eindronde                  |                               |
| 53.                           | 7 september 2002              | Kaunas                        | Litouwen – Duitsland              | 0 – 2                         | EK-kwalificatie               |                               |
| 54.                           | 11 oktober 2002               | Sarajevo                      | Bosnië en Herzegovina – Duitsland | 1 – 1                         | Oefeninterland                |                               |
| 55.                           | 16 oktober 2002               | Hannover                      | Duitsland – Faeröer               | 2 – 1                         | EK-kwalificatie               |                               |
| 56.                           | 20 november 2002              | Gelsenkirchen                 | Duitsland – Nederland             | 1 – 3                         | Oefeninterland                |                               |
| 57.                           | 12 februari 2003              | Palma de Mallorca             | Spanje – Duitsland                | 3 – 1                         | Oefeninterland                |                               |
| 58.                           | 29 maart 2003                 | Nuremburg                     | Duitsland – Litouwen              | 1 – 1                         | EK-kwalificatie               |                               |
| 59.                           | 7 juni 2003                   | Glasgow                       | Schotland – Duitsland             | 1 – 1                         | EK-kwalificatie               |                               |
| 60.                           | 11 juni 2003                  | Tórshavn                      | Faeröer – Duitsland               | 0 – 2                         | EK-kwalificatie               |                               |
| 61.                           | 20 augustus 2003              | Stuttgart                     | Duitsland – Italië                | 0 – 1                         | Oefeninterland                |                               |
| 62.                           | 6 september 2003              | Reykjavik                     | IJsland – Duitsland               | 0 – 0                         | EK-kwalificatie               |                               |
| 63.                           | 10 september 2003             | Dortmund                      | Duitsland – Schotland             | 2 – 1                         | EK-kwalificatie               |                               |
| 64.                           | 11 oktober 2003               | Hamburg                       | Duitsland – IJsland               | 3 – 0                         | EK-kwalificatie               |                               |
| 65.                           | 15 november 2003              | Gelsenkirchen                 | Duitsland – Frankrijk             | 0 – 3                         | Oefeninterland                |                               |
| 66.                           | 18 februari 2004              | Split                         | Kroatië – Duitsland               | 1 – 2                         | Oefeninterland                |                               |
| 67.                           | 28 april 2004                 | Boekarest                     | Roemenië – Duitsland              | 5 – 1                         | Oefeninterland                |                               |
| 68.                           | 2 juni 2004                   | Basel                         | Zwitserland – Duitsland           | 0 – 2                         | Oefeninterland                |                               |
| 69.                           | 6 juni 2004                   | Kaiserslautern                | Duitsland – Hongarije             | 0 – 2                         | Oefeninterland                |                               |
| 70.                           | 15 juni 2004                  | Porto                         | Duitsland – Nederland             | 1 – 1                         | EK-eindronde                  |                               |
| 71.                           | 19 juni 2004                  | Porto                         | Duitsland – Letland               | 0 – 0                         | EK-eindronde                  |                               |
| 72.                           | 23 juni 2004                  | Lissabon                      | Tsjechië – Duitsland              | 2 – 1                         | EK-eindronde                  |                               |
| 73.                           | 18 augustus 2004              | Wenen                         | Oostenrijk – Duitsland            | 1 – 3                         | Oefeninterland                |                               |
| 74.                           | 8 september 2004              | Berlijn                       | Duitsland – Brazilië              | 1 – 1                         | Oefeninterland                |                               |
| 75.                           | 16 december 2004              | Yokohama                      | Japan – Duitsland                 | 0 – 3                         | Oefeninterland                |                               |
| 76.                           | 19 december 2004              | Busan                         | Zuid-Korea – Duitsland            | 3 – 1                         | Oefeninterland                |                               |
| 77.                           | 26 maart 2005                 | Celje                         | Slovenië – Duitsland              | 0 – 1                         | Oefeninterland                |                               |
| 78.                           | 8 juni 2005                   | Mönchengladbach               | Duitsland – Rusland               | 2 – 2                         | Oefeninterland                |                               |
| 79.                           | 15 juni 2005                  | Frankfurt                     | Duitsland – Australië             | 4 – 3                         | FIFA Confederations Cup       |                               |
| 80.                           | 29 juni 2005                  | Leipzig                       | Duitsland – Mexico                | 4 – 3                         | FIFA Confederations Cup       |                               |
| 81.                           | 17 augustus 2005              | Rotterdam                     | Nederland – Duitsland             | 2 – 2                         | Oefeninterland                |                               |
| 82.                           | 8 oktober 2005                | Istanboel                     | Turkije – Duitsland               | 2 – 1                         | Oefeninterland                |                               |
| 83.                           | 12 oktober 2005               | Hamburg                       | Duitsland – China                 | 1 – 0                         | Oefeninterland                |                               |
| 84.                           | 22 maart 2006                 | Dortmund                      | Duitsland – Verenigde Staten      | 4 – 1                         | Oefeninterland                |                               |
| 85.                           | 27 mei 2006                   | Freiburg                      | Duitsland – Luxemburg             | 7 – 0                         | Oefeninterland                |                               |
| 86.                           | 8 juli 2006                   | Stuttgart                     | Duitsland – Portugal              | 3 – 1                         | WK-eindronde                  |                               |

## Clubstatistieken
| Seizoen     | Club           | Competitie  | Wed. | Goals |
| ----------- | -------------- | ----------- | ---- | ----- |
| 1987/88     | Karlsruher SC  | Bundesliga  | 2    | 0     |
| 1988/89     | Karlsruher SC  | Bundesliga  | 2    | 0     |
| 1989/90     | Karlsruher SC  | Bundesliga  | 0    | 0     |
| 1990/91     | Karlsruher SC  | Bundesliga  | 22   | 0     |
| 1991/92     | Karlsruher SC  | Bundesliga  | 39   | 0     |
| 1992/93     | Karlsruher SC  | Bundesliga  | 39   | 0     |
| 1993/94     | Karlsruher SC  | Bundesliga  | 39   | 0     |
| Club totaal | Club totaal    | Club totaal | 143  | 0     |
| 1994/95     | Bayern München | Bundesliga  | 30   | 0     |
| 1995/96     | Bayern München | Bundesliga  | 46   | 0     |
| 1996/97     | Bayern München | Bundesliga  | 38   | 0     |
| 1997/98     | Bayern München | Bundesliga  | 50   | 0     |
| 1998/99     | Bayern München | Bundesliga  | 49   | 0     |
| 1999/00     | Bayern München | Bundesliga  | 45   | 0     |
| 2000/01     | Bayern München | Bundesliga  | 52   | 0     |
| 2001/02     | Bayern München | Bundesliga  | 51   | 0     |
| 2002/03     | Bayern München | Bundesliga  | 45   | 0     |
| 2003/04     | Bayern München | Bundesliga  | 46   | 0     |
| 2004/05     | Bayern München | Bundesliga  | 49   | 0     |
| 2005/06     | Bayern München | Bundesliga  | 44   | 0     |
| 2006/07     | Bayern München | Bundesliga  | 43   | 0     |
| 2007/08     | Bayern München | Bundesliga  | 42   | 0     |
| Club totaal | Club totaal    | Club totaal | 630  | 0     |
| Totaal      | Totaal         | Totaal      | 773  | 0     |

## Erelijst
Als speler
| Competitie                 |                  |                                                                        |                  |                  |
| Competitie                 | Aantal           | Jaren                                                                  |                  |                  |
| Karlsruher SC II           | Karlsruher SC II | Karlsruher SC II                                                       | Karlsruher SC II | Karlsruher SC II |
| -------------------------- | ---------------- | ---------------------------------------------------------------------- | ---------------- | ---------------- |
| Oberliga Baden-Württemberg | 1x               | 1989/90                                                                |                  |                  |
| Verbandsliga Baden         | 1x               | 1988/89                                                                |                  |                  |
| Bayern München             |                  |                                                                        |                  |                  |
| Mondiaal                   |                  |                                                                        |                  |                  |
| Wereldbeker voor clubteams | 1x               | 2001                                                                   |                  |                  |
| Internationaal             |                  |                                                                        |                  |                  |
| UEFA Champions League      | 1x               | 2000/01                                                                |                  |                  |
| UEFA Cup                   | 1x               | 1995/96                                                                |                  |                  |
| Nationaal                  |                  |                                                                        |                  |                  |
| Bundesliga                 | 8x               | 1996/97, 1998/99, 1999/00, 2000/01, 2002/03, 2004/05, 2005/06, 2007/08 |                  |                  |
| DFB-Pokal                  | 6x               | 1997/98, 1999/00, 2002/03, 2004/05, 2005/06, 2007/08                   |                  |                  |
| DFB-Ligapokal              | 6x               | 1997, 1998, 1999, 2000, 2004, 2007                                     |                  |                  |

| Competitie                     | Winnaar   | Winnaar   | Runner-up | Runner-up | Derde     | Derde     |
| Competitie                     | Aantal    | Jaren     | Aantal    | Jaren     | Aantal    | Jaren     |
| Duitsland                      | Duitsland | Duitsland | Duitsland | Duitsland | Duitsland | Duitsland |
| ------------------------------ | --------- | --------- | --------- | --------- | --------- | --------- |
| Wereldkampioenschap voetbal    |           |           | 1x        | 2002      | 1x        | 2006      |
| Europees kampioenschap voetbal | 1x        | 1996      |           |           |           |           |
| Confederations Cup             |           |           |           |           | 1x        | 2005      |

Persoonlijk
- Beste speler WK: 2002